# Cal Tutor (Vallcebre)
Cal Tutor és una masia del municipi de Vallcebre. Està situada una alçada de 1.186,9 msnm. Forma part de l'Inventari del Patrimoni Arquitectònic de Catalunya.

## Descripció
Masia amb planta rectangular que consta de planta baixa, dos pisos i golfes i coberta a dos vessants amb el carener perpendicular a la façana de llevant. Hi ha tres obertures per pis seguint el mateix eix de simetria. La porta, al centre de la planta baixa, és d'arc rebaixat i la resta d'obertures tenen la llinda, els brancals i l'ampit de grans carreus de pedra. En un costat té annex un cos de planta baixa i un pis amb coberta a un vessant, i a continuació un cobert amb teulada a un vessant. El parament està arrebossat excepte les obertures que són de pedra vista.

## Notícies històriques
Construïda a finals del segle xvii o començaments del xviii, en uns anys de fort creixement demogràfic de Vallcebre, és una de les masies més ben conservades del terme.